# شارون بيرسي
شارون بيرسي (بالإنجليزية: Sharon Percy)‏ هي ممثلة بريطانية، ولدت في 28 سبتمبر 1971 في نيوكاسل أبون تاين في المملكة المتحدة.

## وصلات خارجية
- شارون بيرسي على موقع IMDb (الإنجليزية)
- شارون بيرسي على موقع قاعدة بيانات الفيلم (الإنجليزية)